# Banksia occidentalis
Banksia occidentalis är en tvåhjärtbladig växtart. Banksia occidentalis ingår i släktet Banksia och familjen Proteaceae.

## Underarter
Arten delas in i följande underarter:
- B. o. formosa
- B. o. occidentalis